# Dodekanesos
Dodekanesos (singularis: Δωδεκάνησος, klassisk grekiska Dodekanesos, nygrekiska Dodekanisos; pluralis Δωδεκάνησα, kl.gr. Dodekanesa, nygr. Dodekanisa), även kallade Dodekaneserna, Dodekanesien och på svenska Tolvöarna är en grekisk ögrupp utanför Turkiets sydvästkust som begränsas av Kreta i sydväst, Samos i norr och Kykladerna i väster. Gruppen räknas till de Egeiska öarna.
Tolvöarna har fått sitt namn (grekiska δώδεκα dodeka 'tolv' och νήσος nisos 'ö') efter de tolv huvudöarna i ögruppen (som sammanlagt består av över 100 öar). Befolkningen på dessa uppgår till ungefär 200 000 invånare. 

## Öar
Vilka de "tolv huvudöarna" anses vara (och även hur många de är) varierarar dock. Under den ottomanska perioden (1522-1912) hade, utöver Rhodos och Kos, tolv öar självstyre fram till 1800-talet..Större bebodda öar är: 

- Agathonisi
- Arki
- Astypalaia
- Chalki
- Kalymnos
- Karpathos
- Kassos
- Kastellorizo
- Kos
- Leros
- Lipsi
- Marathi
- Nisyros
- Patmos
- Rhodos
- Saria
- Symi
- Telendos
- Tilos

## Historia
Tolvöarna ingick i den grekiska kultursfären under antiken. Alexander den store drev bort ett tillfälligt persiskt styre över öarna på 300-talet före Kristus, och efter hans död utvecklade öarna självständighet och nådde i allians med Egypten stort välstånd, manifesterat bland annat i Kolossen på Rhodos. 164 f.Kr. slöt Rhodos fördrag med Romarriket och kunde därmed bevara en relativ autonomi och var viktiga allierade till Rom. I det politiska tumult som uppstod efter mordet på Julius Caesar invaderade Cassius öarna 44 f.Kr. och de blev en integrerad del av Romarriket. Vid Romarrikets delning kom Tolvöarna att ingå i det Östromerska (Bysantinska) riket. Den samlade beteckningen Dodekaneserna för ögruppen uppkom under 700-talet e.Kr.
På 1200-talet kom korsfarare till öarna och 1309 erövrades Rhodos av johanniterriddarna, den senare Malteserorden, som också lade under sig resterade öar under de kommande decennierna. Riddarna stod till en början emot invasionsförsök från Egypten och Osmanska riket, men den osmanske sultanen Süleyman I erövrade öarna 1522 och riddarna flydde till Malta.
Tolvöarna, under 1800-talet mer kända som Södra Sporaderna, tillhörde därefter Osmanska riket tills Italien erövrade öarna 1912. I Lausannefreden 1923 tillföll Tolvöarna och Rhodos, som tidigare hade tillhört Turkiet, Italien. Italienarna gjorde ögruppen till en provins under namnet Rodi (efter det italienska namnet på huvudön Rhodos). Man försökte med våld italienisera öarna och motarbetade bland annat det grekiska språket och den ortodoxa kyrkan. Å andra sidan moderniserade italienarna öarna genom att bygga vattenledningar och sjukhus.
År 1943, under andra världskriget, utkämpades hårda strider på öarna. Kungariket Italien hade undertecknat en vapenvila med de allierade som när den trädde i kraft 8 september ledde till en kamp mellan de tyska och brittiska styrkorna om kontrollen av Dodekanesos. I slaget om Tolvöarna gick till sist tyskarna segrande ur striden i november 1943, en av de sista tyska strategiska segrarna under kriget. De allierade styrkorna opererade utan luftunderstöd och led därför svåra förluster i fartyg. En konsekvens av tyskarnas ockupation var att Dodekanesos kvarvarande judiska befolkning till större delen (några var turkiska medborgare och skyddades av det turkiska konsulatet) deporterades till förintelselägret Auschwitz-Birkenau i juli 1944, något som inte skett då öarna stod under italienskt styre. Av närmare 1800 deporterade judar från Rhodos och Kos överlevde 151. Den tyska ockupationen av öarna upphörde först när brittiska trupper landsteg vid krigsslutet i maj 1945. Öarna tillfördes Grekland år 1947.

## Tidigare prefektur
Nomos Dodekanisou (grekiska: Νομός Δωδεκανήσου) var en grekisk prefektur i regionen Sydegeiska öarna (som utöver Tolvöarna även innefattade prefekturen Kykladerna). Prefekturen delades 2011 i regiondelarna Kalymnos, Karpathos, Kos och Rhodos.